# Спаск-Рјазањски
Спаск-Рјазањски (рус. Спасск-Рязанский) град је у Русији у Рјазањској области.

## Становништво
| 1939. | 1959. | 1970. | 1979. | 1989. | 2002. | 2010. |
| ----- | ----- | ----- | ----- | ----- | ----- | ----- |
| 7.341 | 7.171 | 8.434 | 9.240 | 9.835 | 8.858 | 7.745 |